# Kontinuum
Kontinuum — альбом Клауса Шульце, вышедший в июне 2007 года.

## Об альбоме
Kontinuum исполнен в фирменном шульцевском стиле, сочетающем в себе эмбиент с трансом. В «Euro Caravan» и «Thor (Thunder)» также звучит арабский вокал. Звучание альбома схоже с более ранними записями Шульце «классической эры».

## Список композиций
1. «Sequenzer (From 70 To 07)» — 24:54
2. «Euro Caravan» — 19:41
3. «Thor (Thunder)» — 31:47